# Gerry Neugebauer
Gerry Neugebauer (* 3. September 1932 als Gerhard Otto Neugebauer in Göttingen; † 26. September 2014 in Tucson, Arizona) war ein US-amerikanischer Astronom österreichisch-deutscher Abstammung.

## Leben
Gerry Neugebauer war der Sohn des Astronomen und Mathematikers Otto Neugebauer, der in der Zeit des Nationalsozialismus emigrieren musste. In der Folge änderte er seinen Vornamen von Gerhard Otto nach Gerry. Er studierte an der Cornell University und erlangte den Doktorgrad 1960 am California Institute of Technology (Caltech). Während seines Militärdienstes bis 1962 war er am Jet Propulsion Laboratory stationiert. Seine wissenschaftliche Laufbahn verbrachte er am Caltech, wo er seit 1962 Assistant Professor und von 1970 bis zu seiner Emeritierung 1998 Full Professor war. Das Palomar-Observatorium leitete er von 1980 bis 1994.
Neugebauer gehört zu den Pionieren der Infrarotastronomie. Zusammen mit Robert B. Leighton führte er eine der ersten Himmelsdurchmusterungen im Infrarotlicht, den Two Micron Sky Survey durch, der über 5500 Infrarotquellen entdeckte. Nach ihm und Eric Becklin ist das Becklin-Neugebauer-Objekt, ein von Staub eingehüllter junger Stern im Orionnebel, benannt. Neugebauer war auf US-Seite leitender Wissenschaftler des Infrared Astronomical Satellite.

## Ehrungen
- 1973: Mitglied der National Academy of Sciences
- 1975: Mitglied der American Academy of Arts and Sciences
- 1986: Mitglied der American Philosophical Society
- 1986: Rumford-Preis
- 1996: Henry Norris Russell Lectureship
- 1998: Herschel-Medaille
- 2010: Bruce Medal

Der Asteroid (3484) Neugebauer wurde 1989 nach seiner Frau Marcia Neugebauer, ihm und seinem Vater Otto Neugebauer benannt.